# Ladislav Legenstein
Ladislav Legenstein (Čakovec, Joegoslavië, 19 november 1926) is een voormalig Oostenrijks tennisser met een internationale carrière.

## Loopbaan
Legenstein won in 1957 als stateloos speler het eerste internationale toernooi op 't Melkhuisje in Hilversum en was wereldkampioen voor spelers boven de 80 jaar.
Ter viering van het 50-jarig bestaan van het Dutch Open speelde hij een demonstratie op het centercourt van De Bokkeduinen in Amersfoort met drie andere voormalig winnaars: Tom Okker, Guillermo Vilas en Balázs Taróczy.
In de periode 1960–1962 maakte Legenstein deel uit van het Oostenrijkse Davis Cup-team – hij behaalde daar een winst/verlies-balans van 9–6.

## Resultaten grandslamtoernooien
| Legenda | Legenda                          |
| ------- | -------------------------------- |
| g.t.    | geen toernooi gehouden           |
| l.c.    | lagere categorie                 |
| –       | niet deelgenomen                 |
| G       | uitgeschakeld in de groepsfase   |
| 1R      | uitgeschakeld in de eerste ronde |
| 2R      | uitgeschakeld in de tweede ronde |
| 3R      | uitgeschakeld in de derde ronde  |
| 4R      | uitgeschakeld in de vierde ronde |
| KF      | uitgeschakeld in de kwartfinale  |
| HF      | uitgeschakeld in de halve finale |
| F       | de finale verloren               |
| W       | het toernooi gewonnen            |
| w-v     | winst/verlies-balans             |

### Enkelspel
| Toernooi        | 1958 | 1959 | 1960 | 1961 | 1962 | 1963 |
| --------------- | ---- | ---- | ---- | ---- | ---- | ---- |
| Australian Open | –    | –    | –    | –    | –    | –    |
| Roland Garros   | 1R   | 4R   | –    | –    | –    | –    |
| Wimbledon       | –    | 1R   | 1R   | 1R   | 1R   | 1R   |
| US Open         | –    | –    | 2R   | –    | –    | –    |

### Mannendubbelspel
| Toernooi        | 1959 |
| --------------- | ---- |
| Australian Open | –    |
| Roland Garros   | –    |
| Wimbledon       | HF   |
| US Open         | –    |